# Масштаби турбулентності
Масштаби турбулентності — є другою статистичною характеристикою турбулентності.

## Інтегральний масштаб часу
Інтегральний масштаб часу для лагранжевого потоку можна визначити як:
{\displaystyle T=\left({\frac {1}{<u'u'>}}\right)\int _{0}^{\infty }<u'u'(\tau )d\tau }
де u ' — це коливання (пульсація) швидкості, a {\displaystyle \tau } часове запізнення між вимірами.
У іншій інтепретації інтегральний масштаб часу визначається на основі автокореляційної функції турбулентних пульсацій швидкості.

## Інтегральні масштаби довжини
Найбільші масштаби в енергетичному спектрі. Ці вихори отримують енергію від середнього потоку, а також один від одного. Отже, це енергетичні вихори, які містять більшу частину енергії. Вони мають великі коливання швидкості потоку і мають низьку частоту. Інтегральні масштаби довжини високо анізотропні і визначаються в термінах нормованих двоточкових кореляцій швидкості потоку. Максимальна довжина цих шкал обмежується характеристичною довжиною апарату. Наприклад, найбільший інтегральний масштаб довжини трубного потоку дорівнює діаметру труби (максимальний масштаб турбулентності). У випадку атмосферної турбулентності ця довжина може досягати порядку декількох сотень кілометрів. Інтегральні масштаби довжини можуть бути визначені як:
{\displaystyle L=\left({\frac {1}{<u'u'>}}\right)\int \limits _{0}^{\infty }<u'u'(r)>dr}
де r — відстань між двома точками вимірювання, а u ' — коливання швидкості в тому ж напрямку.

### Практика обчислень
Масштаб турбулентності (l) — фізична величина, що характеризує
розмір «великих» вихорів, які отримують свою енергію від турбулентного
потоку. При розвинених внутрішніх течіях в трубах величина l обмежена
зверху геометричними розмірами каналу (наприклад, розміри вихору не можуть перевищувати розмірів труби). Наближено можна використовувати наступне співвідношення для визначення величини l залежно від
характерного розміру тракту (L): l = C⋅L
де C — поправочний коефіцієнт, що дорівнює 0.07 при розвиненому
турбулентному плині в трубі з круглим перетином діаметра L. У разі, якщо канал має форму перетину, відмінну від кола, як
значення L слід використовувати гідравлічний діаметр. Якщо
турбулентність потоку в каналі «успадковує» свою характерну довжину від
деякої перешкоди (наприклад, перфорованої перегородки), то в
цьому випадку при обчисленні l краще використовувати деякий
характерний розмір перешкоди, ніж каналу.

## Колмогорівський масштаб
Колмогорівський масштаб — найменші масштаби в спектрі, які утворюють в'язкий діапазон підшарів. У цьому діапазоні дисипація енергії мікротурбулентних потоків залежить від в'язкості середовища. Малі масштаби турбулентності мають високу частоту, що обумовлює локальну турбулентність, ізотропність та однорідність.

## Тейлорівський масштаб
Тейлорівський масштаб — проміжні масштаби між найбільшими і найменшими масштабами, які відповідають інерційному підрівню. Масштаби (мікромасштаби) Тейлора не є дисипативною шкалою, у вихорах цього рівня енергія передається від найбільшого до найменшого вихора без розсіювання. Деякі автори не розглядають масштаби Тейлора як характеристичну шкалу довжини вихорів і вважають, що їх каскад енергії містить лише найбільші та найменші масштаби.